# Wielka Pańszczycka Młaka
Wielka Pańszczycka Młaka – duża rówień w dolinie Pańszczycy w polskich Tatrach Wysokich. Znajduje się na wysokości około 1265 m nad lewym brzegiem potoku Łasicowa Woda (Jasicowa Woda), tuż przed jego ujściem do Pańszczyckiego Potoku. Czerwony szlak turystyczny z Toporowej Cyrhli przez Psią Trawkę, Waksmundzką Rówień i Wodogrzmoty Mickiewicza do Morskiego Oka przecina koryto Łasicowej Wody przy wschodnim obrzeżu Wielkiej Pańszczyckiej Młaki<re name=polk/>.
Jest to jedno z kilku torfowisk znajdujących się w dolnym biegu Pańszczyckiego Potoku. Jest jeszcze Mała Pańszczycka Młaka na prawym brzegu Pańszczyckiego Potoku i Wyżnia Pańszczycka Młaka u zachodnich podnóży Ostrego Wierchu. Wielka Pańszczycka Młaka ma powierzchnię około 2 ha i występuje na niej ciekawa roślinność torfowiskowa. Miejsce to zasługuje na szczególną ochronę. Występuje tutaj m.in. żurawina drobnoowocowa.
Wielka Pańszczycka Młaka jest torfowiskiem wysokim, powstałym w zagłębieniu wytopiskowym w jednej z moren zaścielających dolinę Pańszczycę. Zagłębienie początkowo było jeziorem, później uległo zarośnięciu. Grubość torfu dochodzi do 5 m.
W latach 2010–2011 przeprowadzono monitoring przyrodniczy niektórych torfowisk na terenie Polski. Stwierdzono, że na torfowisku Wielka Pańszczycka Młaka brak krzewów i podrostu drzew, co jest cechą korzystną. Niezadowalający jest natomiast brak gatunków charakterystycznych dla tego typu torfowisk.
Przez Wyżnią Pańszczycką Młakę przebiega dział wód między doliną Pańszczycy a doliną Skalnite.